# إيلي لازار
إيلي لازار هو محامي وسياسي روماني، ولد في 12 ديسمبر 1895، وتوفي في 6 نوفمبر 1976. نشط حزبياً في حزب الفلاحين الوطني. وقد انتخب عضو مجلس النواب في رومانيا ‏.